# 18 апреля
18 апреля — 108-й день года (109-й в високосные годы) по григорианскому календарю.
До конца года остаётся 257 дней.
До 15 октября 1582 года — 18 апреля по юлианскому календарю, с 15 октября 1582 года — 18 апреля по григорианскому календарю.
В XX и XXI веках соответствует 5 апреля по юлианскому календарю.

## Праздники и памятные дни
См. также: Категория:Праздники 18 апреля

### Международные
- Всемирный день радиолюбителя.
- ЮНЕСКО — Международный день памятников и исторических мест.

### Национальные
- Зимбабве — День независимости (1980 год).
- Иран — День армии Ирана.
- Россия — День воинской славы — День победы русских воинов над немецкими рыцарями на Чудском озере (Ледовое побоище, 1242 год).
- Украина — День памятников истории и культуры.

### Религиозные

#### Католические
- Память святого Перфекта, мученика кордовского.

#### Православные[2][3]

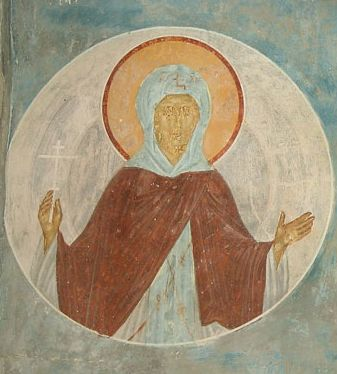
Преподобная Феодора Солунская

- Воспоминание перенесения мощей святителя Иова, патриарха Московского и всея Руси (1652 год);
- Память мучеников Агафопода диакона, Феодула чтеца и иже с ними (около 303 года);
- Память преподобного Пуплия Египетского (IV век)[4];
- Память преподобных Феоны, Симеона и Форвина (IV век);
- Память преподобного Марка Афинского (около 400 года);
- Память преподобного Платона, игумена Студийского, исповедника (814 год);
- Память преподобной Феодоры Солунской (Фессалоникийской) (892 год);
- Память священномученика Алексия Кротенкова, пресвитера (1930 год);
- Память священномученика Николая Симо, пресвитера Кронштадтского (1931 год).

### Именины
- Православные: Марк, Платон, Самсон, Семён, Феодора.
- Католические: Роберт, Рудольф, Стефан.

## События
См. также: Категория:События 18 апреля

### До XVIII века
- 796 — убийство короля Нортумбрии Этельреда I.
- 1126 — торжественно открыт храм Тюсондзи на востоке Японии[5].
- 1518 — миланская принцесса Бона Сфорца вышла замуж за Сигизмунда I и коронована как королева Польши и великая княгиня литовская.
- 1521 — Реформация: Мартин Лютер отказался отрекаться от своих взглядов на Вормсском рейхстаге[6].
- 1669 — индийский правитель Аурангзеб из династии Великих Моголов приказал сровнять с землёй индуистские храмы (по другим данным, 9 апреля[7]).
- 1689 — Бостонское восстание.

### XVIII век
- 1738 — указом короля Филиппа V в Мадриде основана Королевская академия истории.
- 1763 — под давлением русской императрицы Екатерины II Священный Синод лишил митрополита Арсения его сана и сослал в монастырь.[уточнить]
- 1775 — «скачка Ревира» перед началом Американской революции.
- 1791 — английский парламент отказался запрещать рабство в африканских колониях.
- 1793 — началась публикация первой газеты в Верхней Канаде.

### XIX век
- 1831 — Польское восстание: сражение под Казимеж-Дольны.
- 1846 — американец Роял Хаус (англ. Royal E. House) запатентовал телеграфный аппарат.
- 1847 — сражение при Серро-Гордо — решающее сражение в Американо-мексиканской войне.
- 1864 — Австро-прусско-датская война: завершение битвы при Дюббёле, победа прусских войск над датчанами.
- 1865 — цензурная реформа Александра II: изданы «Временные правила о печати»[8].
- 1870 — I Ватиканский собор принял догмат о непогрешимости Папы Римского.
- 1881 — открылся Музей естественной истории в Южном Кенсингтоне, Лондон, Великобритания.

### XX век
- 1906 — землетрясение в Сан-Франциско, одно из крупнейших в истории США.
- 1909 — папа римский Пий X провозгласил Жанну д’Арк блаженной.
- 1912 — пароход «Карпатия» доставил 705 выживших пассажиров «Титаника» в Нью-Йорк.
- 1915 — Первая мировая война: самолёт француза Ролана Гарроса сбит немцами, лётчик взят в плен, из которого бежал в феврале 1918 года.
- 1922 — в Москве основана футбольная команда МКС, ныне известная как «Спартак». Одна из дат, которая считается днём создания «Спартака».
- 1923
  - В Египте провозглашена конституция.
  - По инициативе Феликса Дзержинского создано спортивное общество «Динамо» (в том числе и футбольный клуб).
- 1924
  - В Москве началось регулярное автобусное сообщение. Первый маршрут пролегал пока не в самом городе, а по дачной линии, связывая Пресненскую заставу с Серебряным Бором[9]. В черте Москвы регулярные автобусы появились в августе того же года.
  - Утверждён Государственный флаг СССР (отменён 12 марта 1991 года).
- 1925 — образован Международный радиолюбительский союз.
- 1927
  - Ленинградский комитет по делам изобретений запатентовал прибор искусственного дыхания.
  - Открылся IV Съезд Советов СССР.
  - Чан Кай-ши формирует в Нанкине «Национальное правительство».
- 1928 — Максим Горький в газете «Правда» назвал джаз «музыкой толстых».
- 1930
  - Первые огневые испытания экспериментального реактивного двигателя Ф. А. Цандера, работающего на воздушно-бензиновой смеси.
  - Приказ Наркомпроса № 234 от 18 апреля 1930: реорганизация (расформирование) 2-го МГУ.
  - Радио Би-би-си в вечернем выпуске сообщило, что «новостей нет» (англ. there is no news)[10].
  - В пожаре в деревянной церкви в румынском Костешти погибли 118 человек.
- 1934 — в городке Форт-Уэрт (штат Техас, США) открылась первая прачечная-автомат.
- 1936 — открылась первая выставка архитектуры Советской Украины.
- 1938 — издан выпуск Action Comics с Суперменом[11].
- 1941 — состоялся первый полёт немецкого самолёта Messerschmitt Me.262, позднее ставшего первым в мире серийным реактивным самолётом.
- 1942 — Вторая мировая война: первый воздушный налёт американской авиации на Токио во главе с Дж. Дулиттлом.
- 1943 — Вторая мировая война: операция «Месть» — ликвидация главнокомандующего японским флотом адмирала Исороку Ямамото.
- 1945
  - Вторая мировая война: окончание Рурской операции.
  - Вторая мировая война: налёт более чем 1000 бомбардировщиков на небольшой немецкий остров Гельголанд.
- 1946 — в связи с образованием ООН в Женеве объявлено о роспуске Лиги Наций.
- 1949 — выход Ирландии из Британского содружества и провозглашение её республикой.
- 1951 — подписание международного соглашения о создании Европейского объединения угля и стали.
- 1953 — в Англии совершил первый коммерческий полёт первый в мире турбовинтовой самолёт.
- 1954 — полковник Насер становится премьер-министром и военным губернатором Египта.
- 1955 — открытие Бандунгской конференции глав правительств 29 государств и территорий Азии и Африки (по 24 апреля).
- 1961
  - В Киеве состоялась демонстрация верующих против закрытия Андреевской церкви.
  - Подписана Венская конвенция о дипломатических сношениях.
- 1967
  - Беспосадочный перелёт Москва—Токио. Начало регулярного воздушного сообщения между столицами СССР и Японии.
  - Завершено строительство искусственного Красноярского моря.
- 1968 — старый Лондонский мост продан американской компании, которая переправила его из Британии в Аризону, где он был вновь воздвигнут.
- 1980 — Великобритания признала независимость Зимбабве.
- 1981 — группа Yes объявила о временном прекращении концертной и студийной деятельности.
- 1982 — во вторую годовщину провозглашения независимости Зимбабве (бывшая Южная Родезия) её столица Солсбери переименована в Хараре.
- 1988 — ВМС США проводят военную операцию против Ирана («Богомол»).
- 1999 — канадский хоккеист Уэйн Гретцки сыграл последний матч в профессиональной карьере.

### XXI век
- 2018 — король Свазиленда Мсвати III объявил о том, что страна сменит название на Эсватини.
- 2022 — вторжение России на Украину: началась битва за Донбасс.

## Родились
См. также: Категория:Родившиеся 18 апреля

### До XIX века
- 359 — Грациан (ум. 383), император западной части Римской империи (375—383).
- 1446 — Ипполита Мария Сфорца (ум. 1484), герцогиня Калабрийская, первая жена Альфонса Калабрийского, будущего короля Неаполя Альфонса II.
- 1480 — Лукреция Борджиа (ум. 1519), дочь папы римского Александра VI и его любовницы Ваноццы деи Каттанеи, графиня Пезаро, герцогиня Бишелье, герцогиня Феррары.
- 1605 — Джакомо Кариссими (ум. 1674), итальянский композитор.
- 1681 — Джироламо Доннини (ум. 1743), итальянский художник.
- 1764 — князь Иван Долгоруков (Долгорукий; ум. 1823), русский государственный деятель, поэт, драматург, мемуарист.
- 1772 — Давид Рикардо (ум. 1823), английский экономист, классик политической экономии.
- 1774 — Григорий Лангсдорф (ум. 1852), российский исследователь, натуралист и этнограф, академик.
- 1795 — Василий Плаксин (ум. 1869), русский писатель, историк литературы, литературный критик и педагог, статский советник.

### XIX век
- 1814 — граф Евстахий Тышкевич (ум. 1873), литовский и белорусский археолог, историк, коллекционер.
- 1816 — Франсуа Луи де Вильморен (ум. 1860), французский ботаник, химик и генетик, основоположник научной селекции сахарной свёклы.
- 1817 — Джордж Льюис (ум. 1878), английский писатель, философ, литературный и театральный критик.
- 1819 — Франц фон Зуппе (наст. имя Франческо Зуппе Демелли; ум. 1895), австрийский композитор и дирижёр.
- 1838 — Поль Эмиль Лекок Де Буабодран (ум. 1912), французский химик, открывший элементы галлий, самарий и диспрозий.
- 1839 — Генри Кендалл (ум. 1882), поэт, прозванный «национальным поэтом Австралии».
- 1842 — Антеру ди Кентал (ум. 1891), португальский поэт, философ и писатель.
- 1853 — граф Владимир Коковцев (ум. 1943), русский государственный деятель, министр финансов (1904—1905 и 1906—1914), председатель Совета министров Российской империи (1911—1914).
- 1864 — Ричард Хардинг Дэвис (ум. 1916), американский журналист и писатель.
- 1869 — Пётр Барк (ум. 1937), последний министр финансов Российской империи (1914—1917).
- 1872 — Бернард Додж (ум. 1960), американский ботаник, известный исследованиями и систематизацией грибов.
- 1874 — Ивана Брлич-Мажуранич (ум. 1938), хорватская детская писательница.
- 1881 — Макс Вебер (ум. 1961), американский художник-абстракционист («Китайский ресторан», «Герань» и др.).
- 1882
  - Монтейру Лобату (Жозе Бенту Монтейру Лобату; ум. 1948), бразильский писатель, переводчик и художественный критик.
  - Леопольд Стоковский (ум. 1977), американский дирижёр, основатель Американского симфонического оркестра.
- 1892 — Болеслав Берут (ум. 1956), польский политик и государственный деятель, президент Польши (1947—1952).
- 1897 — Шовкет Мамедова (ум. 1981), азербайджанская оперная певица, педагог, народная артистка СССР.

### XX век
- 1901 — Ласло Немет (ум. 1975), венгерский писатель-прозаик, драматург, публицист, критик.
- 1902 — Менахем Шнеерсон (ум. 1994), раввин, один из виднейших еврейских деятелей XX века.
- 1903 — Юрий Милютин (ум. 1968), композитор, народный артист РСФСР.
- 1907
  - Ларс Альфорс (ум. 1996), финский и американский математик.
  - Миклош Рожа (ум. 1995), американский композитор венгерского происхождения.
- 1908 — Этель Кэтервуд (ум. 1987), канадская легкоатлетка, первая олимпийская чемпионка в прыжках в высоту (1928).
- 1909 — Нина Тер-Осипян (ум. 2002), актриса театра и кино, народная артистка РСФСР.
- 1917 — Георгий Вицин (ум. 2001), актёр театра и кино, народный артист СССР.
- 1918 — Александра Прокошина (ум. 1997), певица (сопрано), хормейстер, педагог, музыкально-общественный деятель, народная артистка СССР.
- 1926 — Арсений Чанышев (ум. 2005), советский и российский философ, историк философии, поэт.
- 1928 — Владимир Соколов (ум. 1997), русский советский поэт, эссеист, переводчик.
- 1929
  - Василий Бакалов (ум. 2020), советский и российский конструктор-оружейник.
  - Галина Брежнева (ум. 1998), дочь генсека ЦК КПСС Леонида Брежнева.
- 1930
  - Натан Эйдельман (ум. 1989), советский историк, писатель.
  - Александр Янов (ум. 2022), советский и американский историк, политолог и публицист, профессор.
- 1931
  - Нина Гуляева, актриса театра, кино, телевидения и озвучивания, народная артистка РСФСР.
  - Клас Лестандер (ум. 2023), шведский биатлонист, первый олимпийский чемпион по биатлону.
- 1935 — Пол Ротшильд (ум. 1995), американский музыкальный продюсер и композитор.
- 1936 — Евгений Подколзин (ум. 2003), советский и российский военачальник, генерал-полковник.
- 1937
  - Вениамин Александров (ум. 1991), советский хоккеист, двукратный олимпийский чемпион, 4-кратный чемпион мира.
  - Ян Каплицки (ум. 2009), чешский и британский архитектор.
  - Светлана Немоляева, актриса театра, кино, телевидения и озвучивания, народная артистка РСФСР.
- 1940
  - Владимир Васильев, артист балета, балетмейстер, хореограф, театральный режиссёр, народный артист СССР.
  - Джозеф Голдстайн, американский химик, медик, молекулярный генетик, лауреат Нобелевской премии (1985).
  - Ира фон Фюрстенберг (ум. 2024), европейская светская львица, актриса, дизайнер ювелирных изделий.
  - Эдуард Ханок, советский, белорусский и российский музыкант и композитор.
- 1942 — Йохен Риндт (погиб в 1970), австрийский автогонщик, чемпион мира в классе «Формула-1» (1970).
- 1943 — Любовь Румянцева (ум. 2020), советская и белорусская актриса театра и кино.
- 1944 — Роберт Ханссен, сотрудник ФБР, приговорённый к пожизненному заключению за шпионаж в пользу СССР и России.
- 1946 — Джанет Каган (ум. 2008), американская писательница-фантаст.
- 1947
  - Джеймс Вудс, американский актёр кино, телевидения и озвучивания, лауреат 3 премий «Эмми» и «Золотого глобуса».
  - Ежи Штур (ум. 2024), польский актёр театра и кино, сценарист, режиссёр, педагог.
- 1950
  - Владимир Каминский, советский велогонщик, олимпийский чемпион (1976), чемпион мира (1977).
  - Григорий Соколов, пианист, народный артист РСФСР.
- 1955 — Майк Науменко (ум. 1991), советский рок-музыкант, гитарист и автор песен, основатель и лидер группы «Зоопарк».
- 1956
  - Эрик Робертс, американский актёр кино, телевидения и озвучивания.
  - Мелоди Томас Скотт, американская актриса кино и телевидения.
  - Андрей Эшпай, советский и российский кинорежиссёр, сценарист и кинопродюсер.
- 1962 — Джефф Данэм, американский юморист, кукольник-чревовещатель.
- 1964 — Мария Мазина, российская фехтовальщица на рапирах и шпагах, олимпийская чемпионка.
- 1966 — Ирина Феофанова, советская и российская актриса театра и кино.
- 1967 — Мария Белло, американская актриса кино и телевидения.
- 1970 — Лиза ЛоЦицеро, американская телевизионная актриса.
- 1971
  - Тамара Браун, американская телевизионная актриса.
  - Екатерина Семёнова, советская и российская актриса театра и кино.
  - Наталья Стефаненко, российская и итальянская модель, актриса и телеведущая.
  - Дэвид Теннант (урожд. Дэвид Джон Макдоналд), шотландский актёр, лауреат премии «Эмми».
- 1972
  - Евгений Гаркушев, российский писатель-фантаст.
  - Элай Рот, американский кинорежиссёр, сценарист, актёр и продюсер.
  - Нина Чусова, российская театральная актриса и режиссёр.
- 1973 — Хайле Гебреселассие, эфиопский бегун, двукратный олимпийский чемпион, многократный чемпион мира.
- 1974 — Эдгар Райт, британский кинорежиссёр, сценарист, актёр и кинопродюсер.
- 1976 — Мелисса Джоан Харт, американская актриса, режиссёр и продюсер.
- 1979 — Кортни Кардашьян, американская фотомодель, актриса, бизнесвумен.
- 1983 — Рив Карни, американский актёр, певец и автор песен.
- 1984 — Америка Феррера, американская актриса, лауреат премий «Эмми», «Золотой глобус».
- 1985 — Елена Темникова, российская певица и автор песен.
- 1987 — Роузи Хантингтон-Уайтли, британская супермодель.
- 1988 — Ванесса Кирби, американская актриса кино и телевидения.
- 1989
  - Боян Богданович, хорватский баскетболист, игрок НБА и сборной Хорватии.
  - Алия Шокат, американская актриса кино и телевидения.
- 1990
  - Бритт Робертсон, американская актриса кино и телевидения.
  - Войцех Щенсный, польский футболист.
- 1992 — Хлоя Беннет, американская актриса телевидения и озвучивания, певица.
- 1993 — Мика Зибанежад, шведский хоккеист, чемпион мира (2018).
- 1994 — Аглая Тарасова, российская киноактриса.
- 1995 — Дивок Ориги, бельгийский футболист.
- 1996 — Даниил Дубов, российский шахматист, чемпион мира по быстрым шахматам (2018).

## Скончались
См. также: Категория:Умершие 18 апреля

### До XIX века
- 1556 — Луиджи Аламанни (р. 1495), итальянский поэт.
- 1674 — Джон Граунт (р. 1620), английский статистик, основатель демографии.
- 1763 — Франц Антон Бустелли (р. 1723), швейцарско-германский фарфоровых дел мастер.
- 1766 — Коррадо Джаквинто (р. 1703), итальянский живописец эпохи рококо.

### XIX век
- 1802
  - Эразм Дарвин (р. 1731), английский натуралист, врач и поэт.
  - Иван Лепёхин (р. 1740), путешественник и натуралист, член и первый непременный секретарь Российской академии.
- 1825 — Владимир Боровиковский (р. 1757), русский художник, мастер портрета.
- 1849 — Карл Росси (р. 1775), российский архитектор итальянского происхождения.
- 1850 — Анна Мария Тюссо (р. 1761), французский скульптор, основательница известного музея восковых фигур в Лондоне.
- 1855 — Жан-Батист Изабе (р. 1767), французский художник, придворный портретист Наполеона.
- 1858 — Александр Нелюбин (р. 1785), русский врач-фармаколог, публицист.
- 1873 — Юстус фон Либиг (р. 1803), немецкий химик, основатель научной школы, один из создателей агрохимии, иностранный член-корреспондент Петербургской АН.
- 1892 — Фридрих Боденштедт (р. 1819), немецкий писатель, переводчик.
- 1898 — Гюстав Моро (р. 1826), французский художник-символист.

### XX век

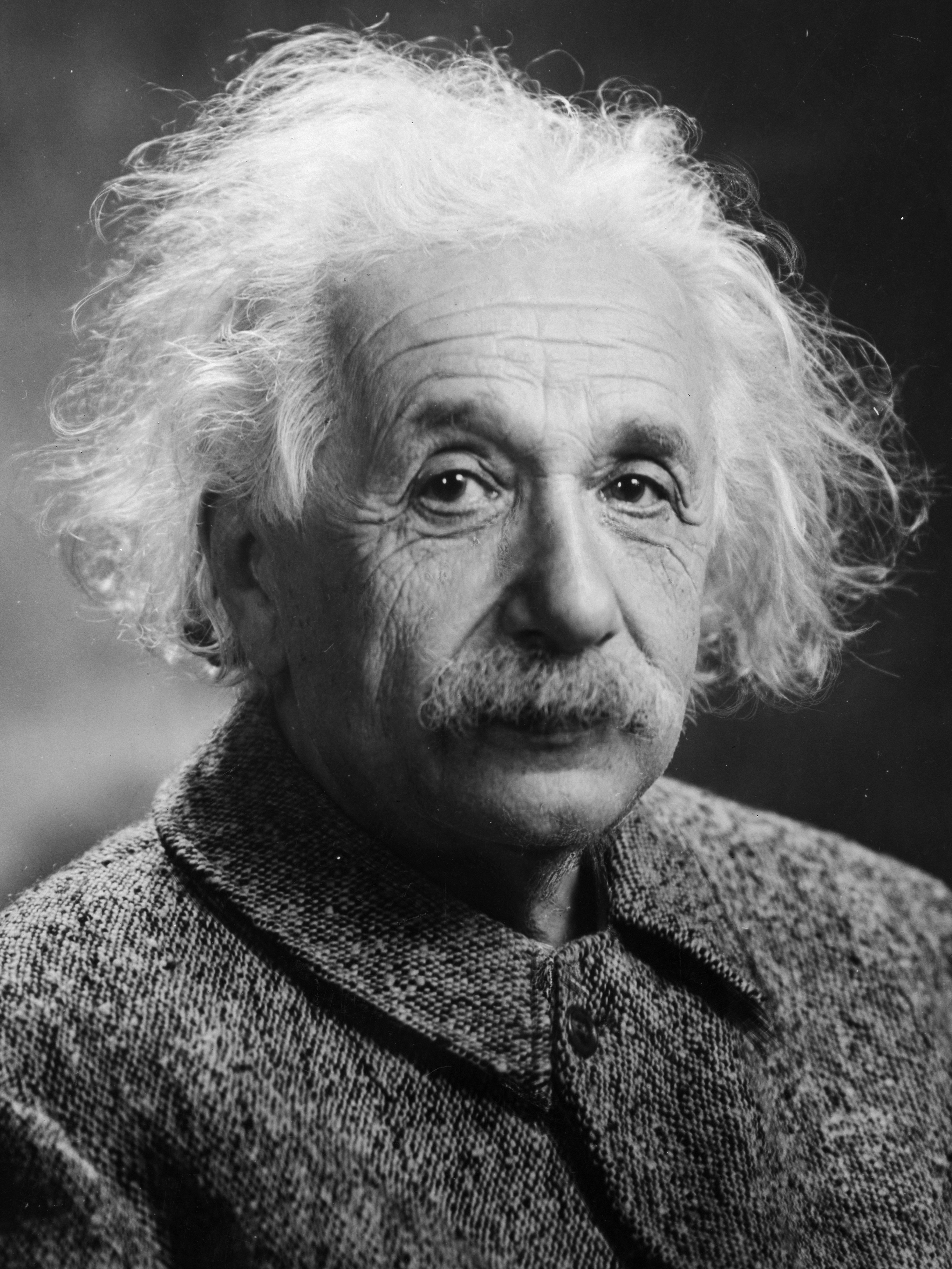
Альберт Эйнштейн

- 1909 — Николай Аксаков (р. 1848), русский литератор, публицист, историк, философ и богослов.
- 1936 — Отторино Респиги (р. 1879), итальянский композитор.
- 1943 — Исороку Ямамото (р. 1884), главнокомандующий Объединённым флотом Японской империи во время Второй мировой войны, маршал Японии (посмертно).
- 1945
  - Вильгельм Вид (р. 1876), первый князь Албании (в 1914).
  - Джон Флеминг (р. 1849), английский учёный, член Лондонского королевского общества.
- 1949
  - Леонард Блумфилд (р. 1887), американский лингвист.
  - Ульрих Сальхов (р. 1877), шведский фигурист, олимпийский чемпион (1908 год), 10-кратный чемпион мира (1901—1905, 1907—1911), 9-кратный чемпион Европы. Крупнейший деятель шведского и международного спортивного движения.
- 1950 — расстрелян Сергей Худяков (наст. имя Арменак Ханферянц; р. 1902), советский военачальник, маршал авиации.
- 1955 — Альберт Эйнштейн (р. 1879), немецкий физик-теоретик, автор теории относительности, нобелевский лауреат (1921).
- 1958 — Морис Гюстав Гамелен (р. 1872), генерал, главнокомандующий французской армией в начале Второй мировой войны.
- 1974
  - Бетти Компсон (р. 1897), американская актриса театра и кино.
  - Марсель Паньоль (р. 1895), французский драматург и кинорежиссёр, первый кинематографист — член Французской академии.
- 1977 — Дмитрий Чижевский (р. 1894), российский и немецкий историк, философ, филолог, литературовед.
- 1978 — Додо Антадзе (р. 1900), грузинский актёр, театральный режиссёр, народный артист СССР.
- 1980 — Василий Грабин (р. 1900), советский конструктор ствольной артиллерии и бронетехники.
- 1986 — Марсель Дассо (р. 1892), французский авиационный инженер, промышленник и политик.
- 1995 — Роза Макагонова (р. 1927), киноактриса, заслуженная артистка РСФСР.

### XXI век
- 2002 — Тур Хейердал (р. 1914), норвежский путешественник и писатель.
- 2003 — Эмиль Лотяну (р. 1936), советский, молдавский кинорежиссёр, сценарист.
- 2015 — Леонид Владимирский (р. 1920), советский и российский график и иллюстратор, писатель.
- 2020 — Александр Кабаков (р. 1943), российский писатель, сценарист, публицист, обозреватель, молдавский кинорежиссёр, сценарист.
- 2022
  - Вячеслав Трубников (р. 1944), директор Службы внешней разведки РФ (1996—2000), Герой России, генерал армии.
  - Леонид Хейфец (р. 1934), советский и российский театральный режиссёр и педагог.
- 2025 — Рудольф Панков (р. 1937), советский и российский актёр, мастер дубляжа и закадрового озвучивания.

## Народный календарь, приметы и фольклор Руси
- Федул Ветренник. Тёплый ветер, Федул-тёплый, Федулы-ветренники, Федора-ветреница.
- Поговаривали: «Пришёл Федул — тёплый ветер подул, окна отворил, избу без дров натопил».
- До этого дня, согласно народным приметам, ещё вполне вероятны морозы, но после Федула власть зимы уже утеряна на долгое время.
- На Руси подмечено, что Федул бывает или солнечным или дождливым[12].
- Коли на дне оврага пятно осталось величиной с корову, можно начинать пахоту.
- Около Федула появляются бабочки-крапивницы, оживают Божьи коровки[13].